# وسيط تفاعلي

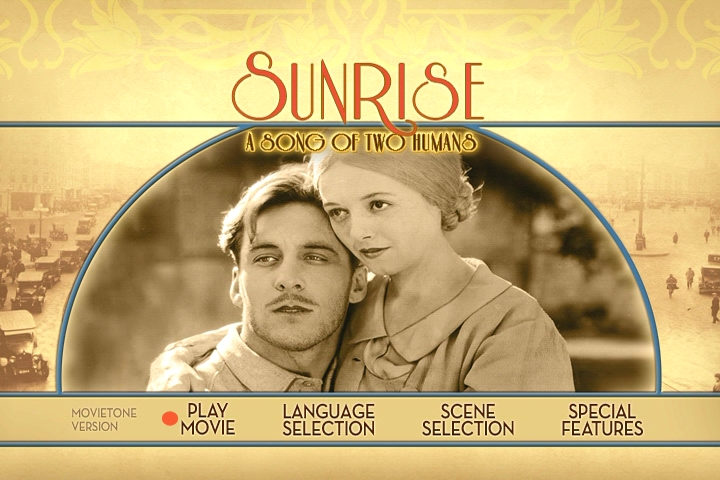

هناك ثلاث أشكال للوسائط التفاعلية هي:
الأول: الوسائط المعلوماتية التي يمكن أن تضيف من خلالها معلومات وهي الصوت والفيديو والرسوم المتحركة.
الثاني: الوسائط الاتصالية : وهي التي تتيح إمكانية التواصل مع المستخدمين الآخرين للشبكة وهي : البريد الإلكتروني والمنتديات وحجر الثرثرة...الخ
الثالث: الوسائط التفاعلية وهي التي تتيح إمكانية استخدام النص الفائق (الارتباط التشعبي أو الهايبر تكست) مع الوسائط المتعددة.